# Liebfrauenkirche (Hadamar)

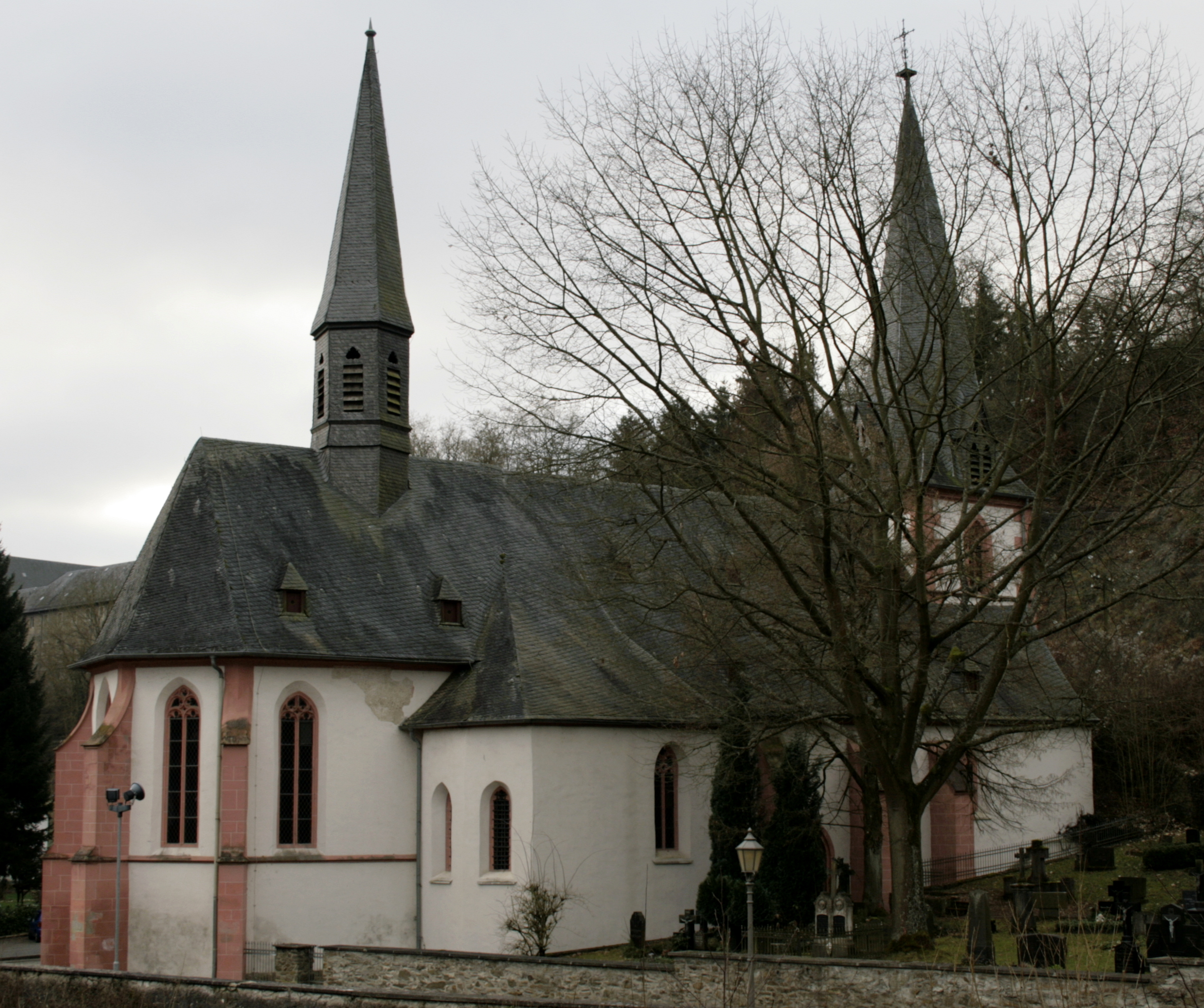
Liebfrauenkirche, Nordostseite, rechts im Bild ein Teil des alten Friedhofs

Die Liebfrauenkirche ist eine spätgotische Kirche in Hadamar (Hessen). Sie befindet sich unmittelbar am Ufer des Elbbachs.

## Beschreibung

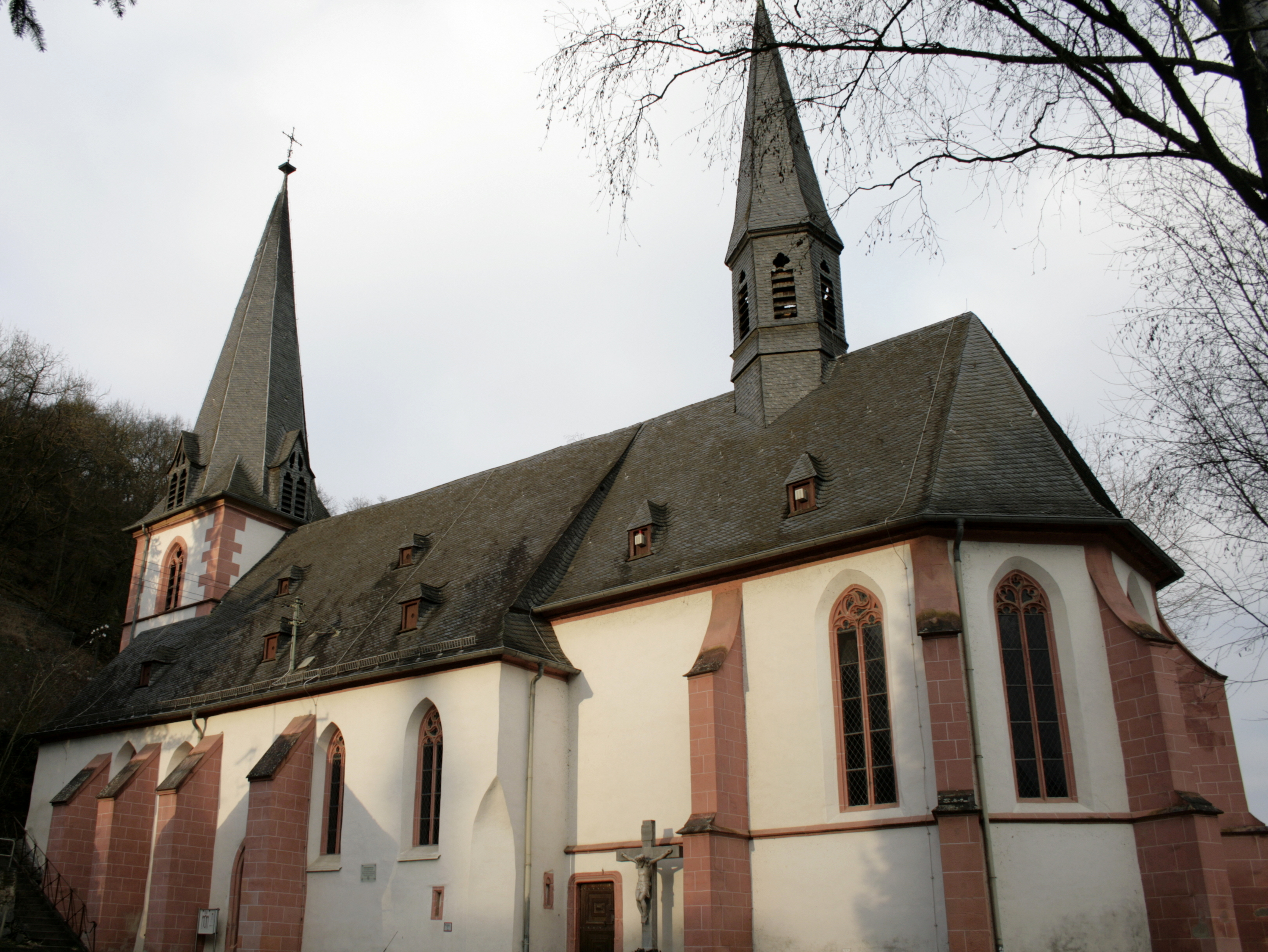
Liebfrauenkirche, Portalseite

Es handelt sich um eine nach Osten ausgerichtete, niedrige Hallenkirche mit drei Kirchenschiffen. Der ursprüngliche Bau umfasste die ersten fünf Langhausjoche und den eingezogenen Westturm. 1446 wurde ein weiteres Joch hinzugefügt und das Mittelschiff erhöht. Auch das Netzgewölbe, das heute den Innenraum prägt, wurde zu diesem Zeitpunkt eingezogen. Der Übergang zwischen der Bausubstanz aus dem 14. Jahrhundert zu der aus dem 15. ist auch an den Pfeilern zu erkennen: Die älteren sind rund mit Diensten, die jüngeren achteckig ohne Dienste. Der Chor ist zweijochig angelegt und mit einem Sterngewölbe geschlossen.

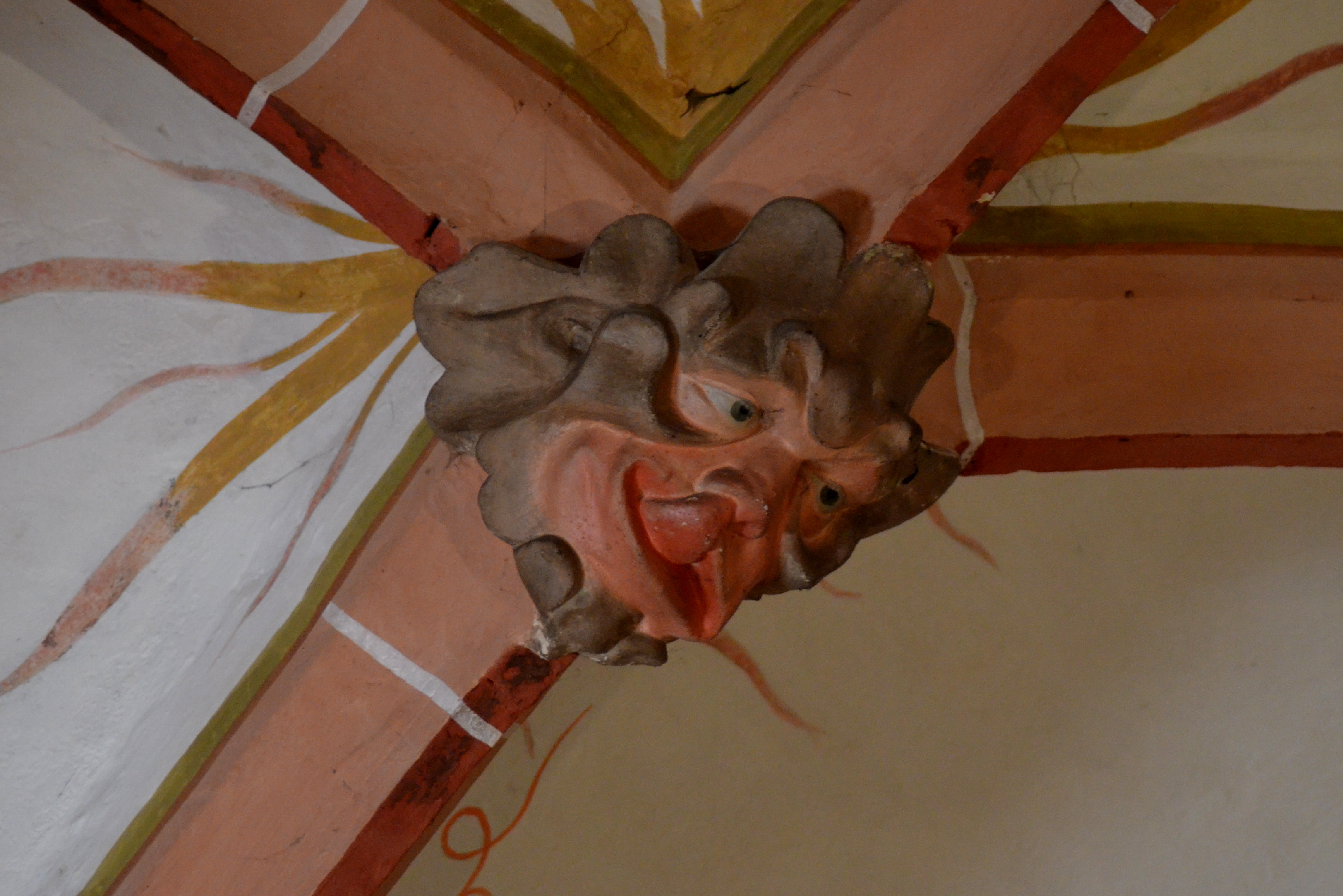
Nebenschlusssteine im Mittelschiffgewölbe sind als Masken gestaltet, darunter ein Antlitz mit Haube, ein Narrenkopf, eine Teufelsfratze, eine Blattmaske

Wichtige Baudetails sind die besonders kunstvollen Fischblasen an Fenstern und Emporen der Westseite, vielfältige figürliche Steinmetzarbeiten am Gewölbe und noch vorhandene Reste des spätgotischen Tonplattenbodens. Die Gestaltung des Dachreiters ist jüngeren Datums und hat in der Baugeschichte mehrfach gewechselt. Das Dach hat heute die erhöhte Form, die es kurz nach 1612 erhielt, um Getreidevorräte unterzubringen.
Bei der Sakristei handelt es sich möglicherweise um die Bausubstanz der Vorläuferkapelle, die in das größere Kirchengebäude einbezogen wurde.

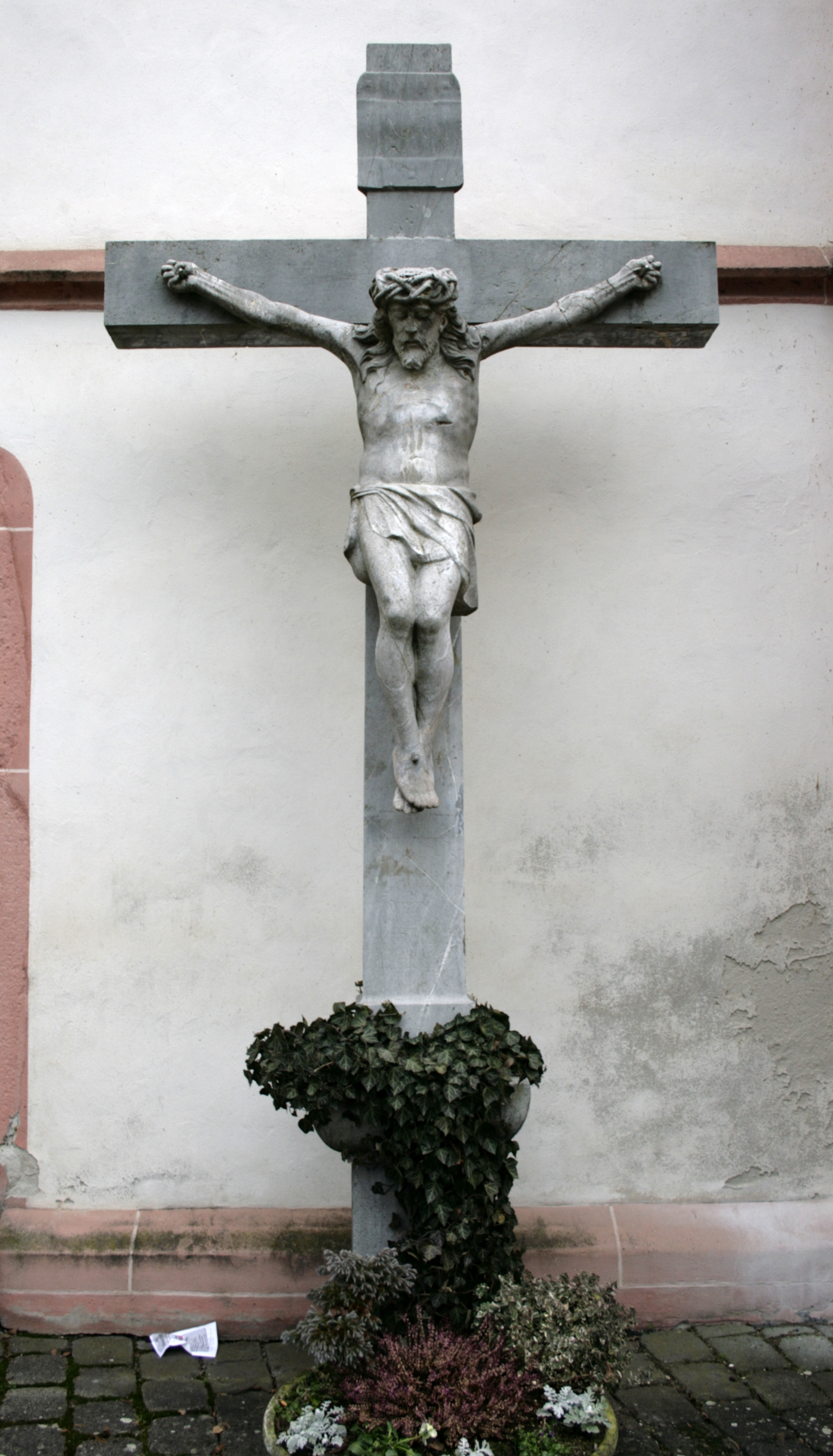
Steinernes Kruzifix neben dem Portal

Die heutige Innenausstattung datiert auf 1630 bis 1750 und ist im Stil der späten Renaissance und des Barock gehalten. Die Ausmalung stammt von 1891. Zahlreiche Grabsteine und Epitaphe im Kircheninneren erhöhen die kulturhistorische Bedeutung. An der Außenanlage sticht ein besonders gut gearbeitetes Kruzifix aus dem Jahr 1698 neben dem Eingang hervor.
Der Hochaltar entstand im Jahr 1738 in der lokalen Schule des „Hadamarer Barocks“, ebenso die Evangelistenbilder an der Kanzel von 1743. Die Statuen des Hochaltars wurden von dem aus Franken stammenden Bildhauer Martin Volk geschaffen. Der rechte Seitenaltar lässt sich auf 1631 datieren und wurde von Bürgermeister Johann Theodor Jung gestiftet. Er zeigt, ebenso wie der linke (Stiftung der Familie Hungrichhausen), eine Szene der Leiden Christi.
Die heute noch vorhandene Marienglocke mit dem Hadamarer Wallfahrtszeichen wurde 1451 in Dillenburg gegossen. Sie ist eine der ältesten noch geläuteten Glocken in der Region.

## Geschichte

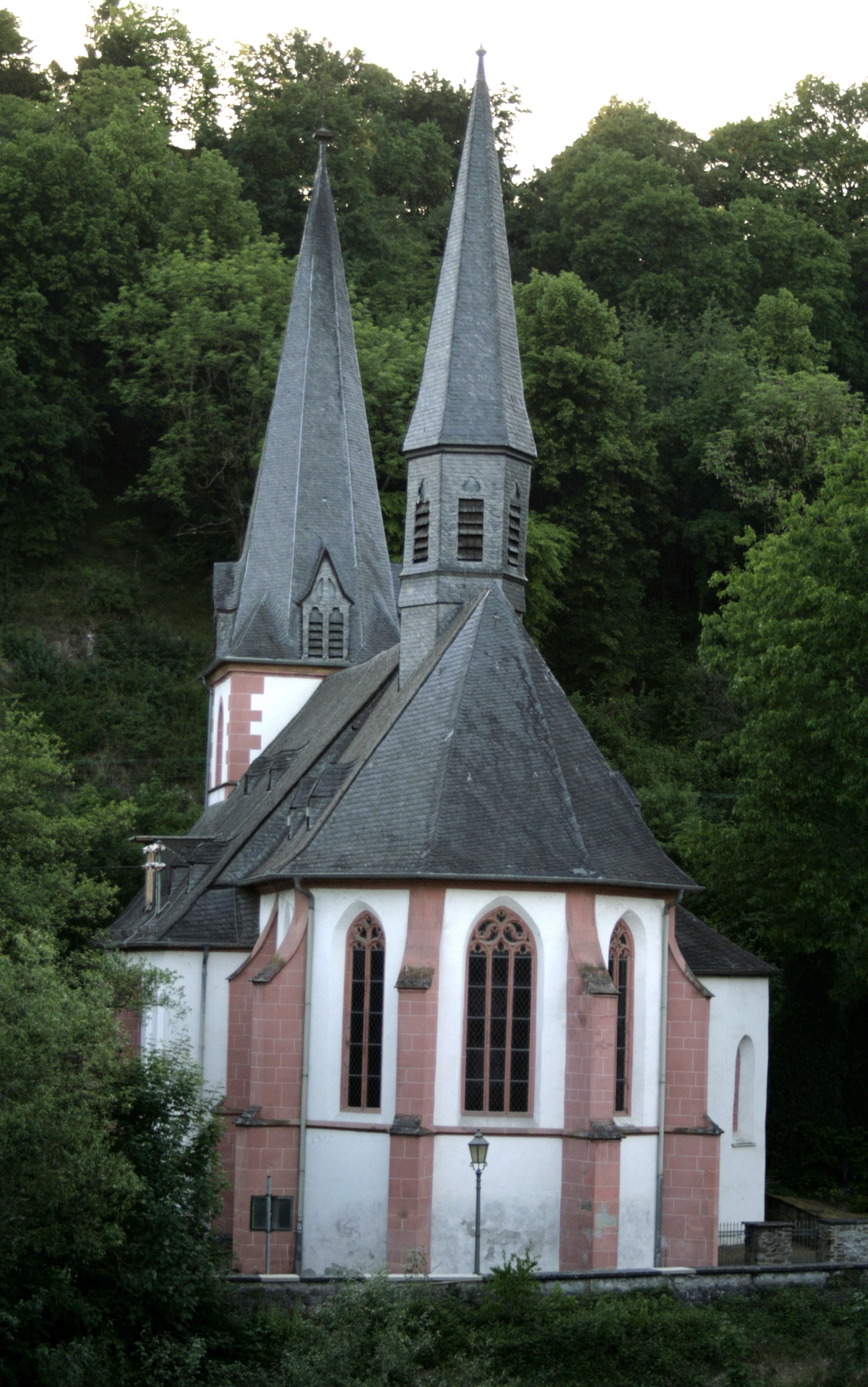
Blick von Osten über den Elbbach auf den Chor der Kirche

Die Liebfrauenkirche befindet sich rechts des Elbbachs unterhalb des Mönchbergs. Unterhalb der auf diesem Berg erbauten Burg und der zugehörigen Ägidienkirche befand sich spätestens im 12. Jahrhundert der Kern der späteren Stadt, von dem heute nichts mehr vorhanden ist. Im Mittelalter verlagerte sich das Stadtzentrum jedoch auf die gegenüberliegende Bachseite.
Aus einem dem Heiligen Kreuz geweihten Bildstock am Elbbach ließ der Hadamarer Stadtpfarrer kurz vor 1379 die erste, kurz darauf der Gottesmutter Maria geweihte, Kapelle an der Stelle der späteren Kirche errichten. 1446 wurde die Kirche von den Stadtherren, den Grafen Johann IV. von Nassau-Dillenburg und Philipp I. von Katzenelnbogen, in etwa auf ihre heutigen Abmessungen erweitert. Die Erweiterung war Teil einer Annäherungspolitik zwischen den beiden Fürstenhäusern zu dieser Zeit. Spätestens mit ihr setzten umfangreiche Wallfahrten zu dieser Kirche ein.
Um 1450 wurde die Liebfrauenkirche das Zentrum einer Priesterbruderschaft, die sich aber nie zu einem Kollegiatstift auswuchs. Angehörige waren die acht Altaristen der Kirche sowie mehrere Pfarrer aus dem Umland. Die Altaristen bewohnten Häuser in der Stadt, die zum Grundbesitz der Kirche gehörten. Möglicherweise entstand aus dieser Gemeinschaft im 15. Jahrhundert eine erste Lateinschule in Hadamar. Die meisten der Altäre wurden allerdings erst 1479 von den beiden Stadtherrschaften gestiftet.
Mit der Reformation 1546 wurde die stiftähnliche Struktur der Liebfrauenkirche aufgehoben. Die Landesherren zogen die Güter und wertvolle Kirchenausstattung weitgehend ein und wandelten sie teilweise in Stiftungen zur Ausbildung von Theologen und Beamten um. In der Kirchenordnung von 1546 war auch die Gründung einer Elementarschule verankert. Sie wurde ebenso aus den Altarpfründen der Liebfrauenkirche ausgestattet wie die 1566 neu gegründete Pfarrei Oberweyer.

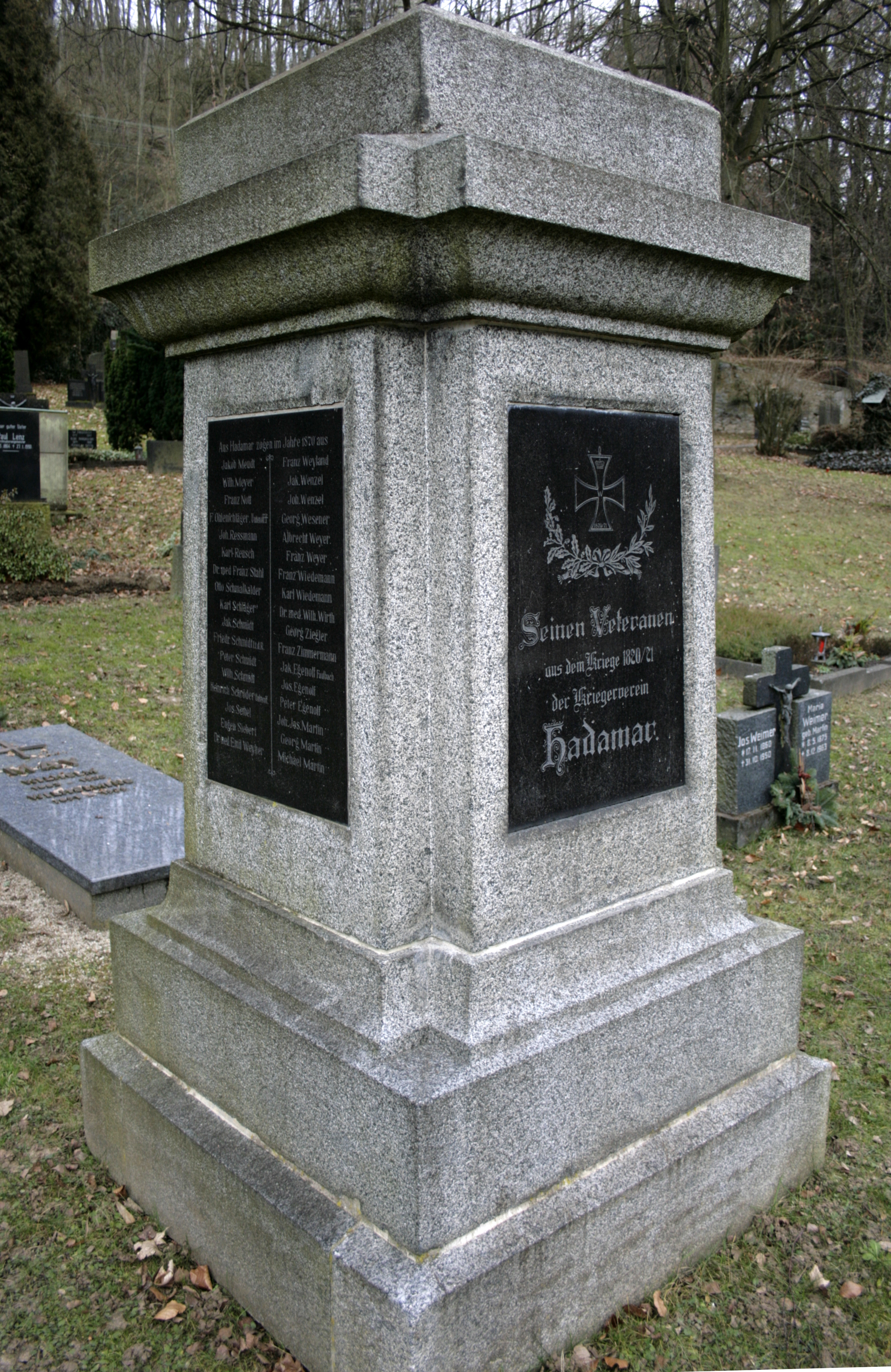
Ehrenmal für die Teilnehmer des Deutsch-Französischen Krieges 1870/71 auf dem alten Friedhof an der Liebfrauenkirche

Im Jahr 1572 wechselte Hadamar, das inzwischen ganz in nassau-dillenburgischen Besitz übergegangen war, mit seinem Herrscher, Graf Johann VI., zum Calvinismus über. Aus diesem Grund wurde die Inneneinrichtung der Ägidien- und der Liebfrauenkirche größtenteils entfernt und verkauft oder zerstört. Der Hochaltar kam nach Münstermaifeld. Von seiner ursprünglichen Gestaltung ist heute kaum noch etwas erhalten. Möglicherweise handelt es sich bei der Marienstatue, die heute in der Kapelle auf dem Hadamarer Herzenberg steht, um die Statue, die ursprünglich in der Liebfrauenkirche im Zentrum der Marienverehrung stand. Der Überlieferung zufolge wurde sie nach Koblenz in Sicherheit gebracht. 1676 holten die Jesuiten sie auf den Herzenberg. Die Statue weist eine große Ähnlichkeit mit den Abbildungen auf, die auf der 1451 geschaffenen Glocke der Liebfrauenkirche zu sehen sind.

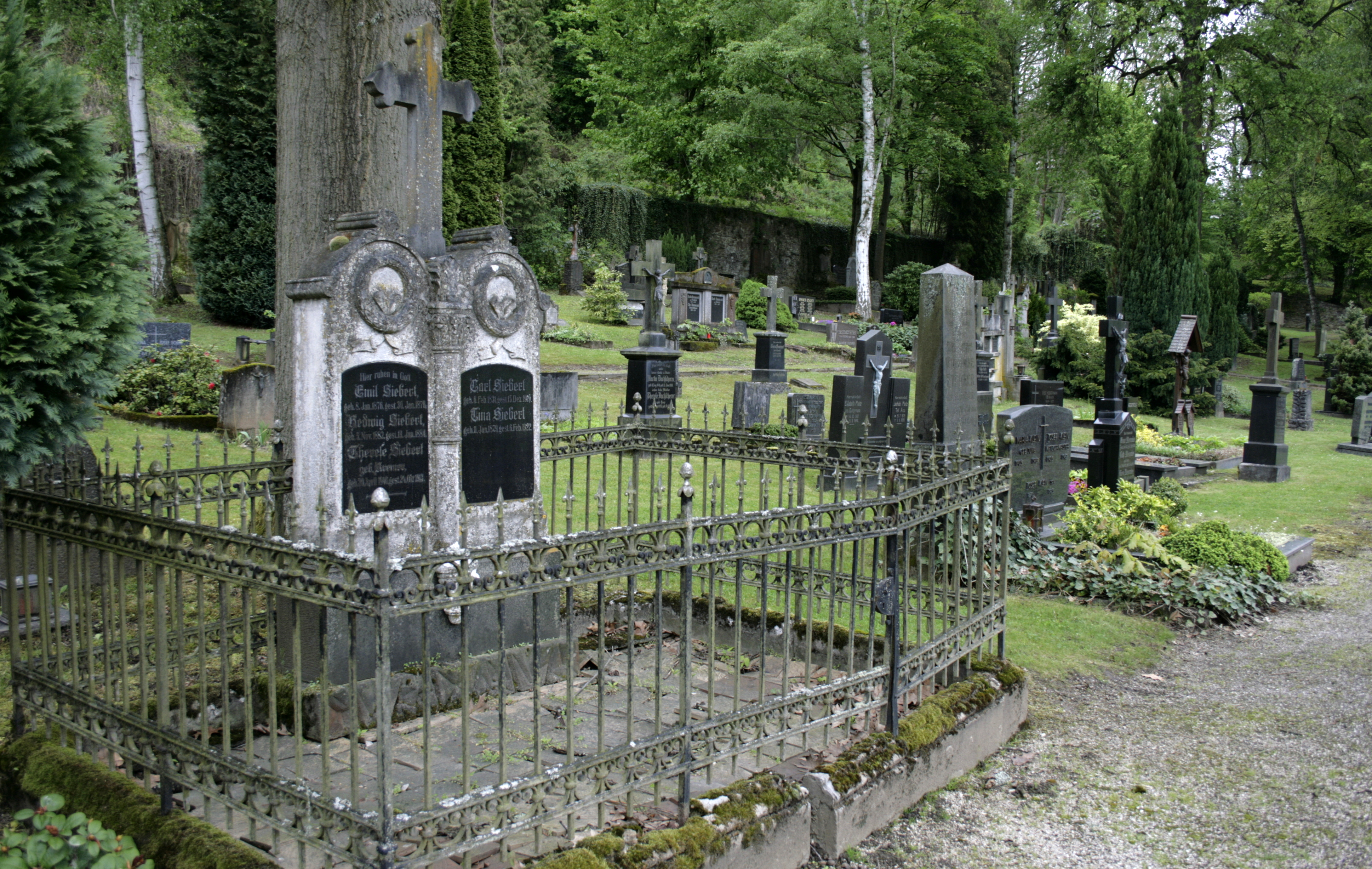
Repräsentatives Grabmal der Familie Siebert

1624 wurde die gesamte Kirche renoviert und der Boden des Chores erhöht, um darunter eine Gruft für die Fürstenfamilie anzulegen. 1629 trat Graf Johann Ludwig wieder zum Katholizismus über. 1637 bestimmte er die Liebfrauenkirche zur Hadamarer Pfarrkirche anstelle der Ägidienkirche. Letztere wurde den Franziskanern geschenkt. Der Kirchhof der Ägidienkirche blieb zunächst der Friedhof für die Hadamarer. 1658 begann die Belegung des Friedhofs nördlich der Liebfrauenkirche, der nach 1900 noch einmal nach Norden erweitert und bis in die zweite Hälfte des 20. Jahrhunderts genutzt wurde. 1647 zerstörte ein Brand einen Teil des Kirchendaches.
1818 wechselte die Funktion der Pfarrkirche zur ehemaligen Jesuitenkirche in der Stadtmitte. 1835 wurden auch die 19 fürstlichen Särge aus der Liebfrauen- in die Gruft der Ägidienkirche auf dem Mönchberg verlegt. Ab 1818 blieb die Liebfrauenkirche vor allem Totenkirche des angrenzenden Friedhofs.
Heute unterstützt ein eingetragener Förderverein die Kirchengemeinde bei Erhalt und Pflege der Liebfrauenkirche. Der Verein organisiert regelmäßige Führungen und finanzierte unter anderem 2009 den Einbau einer Orgel. Zur Besichtigung ist die Liebfrauenkirche sonn- und feiertags von 15 bis 16 Uhr geöffnet. Seit 1984 ist die Liebfrauenkirche Aufführungsort der „Liebfrauenkonzerte“, einer Veranstaltungsreihe der Kulturvereinigung Hadamar mit jährlich drei klassischen Konzerten in den Sommermonaten.
Seit 2003 wird die Kirchenfassade nachts mit Scheinwerfern beleuchtet. 2004 erhielt die Liebfrauenkirche, die zu dieser Zeit wegen der Sanierung der St.-Johannes-Nepomuk-Kirche in Hadamar vorübergehend wieder als Pfarrkirche genutzt wurde, erstmals eine Heizung für den Kirchenraum. 2013 wurden der Kirchturm und der Glockenstuhl der Marienglocke saniert, nachdem diese zuvor wegen der festgestellten Schäden seit 2008 nicht mehr geläutet worden war. Im Sommer 2010 begannen Untersuchungen für eine umfassende Sanierung des Dachstuhls, deren Umsetzung bislang aber nicht begonnen wurde.
Zusätzlich zum Denkmalschutz hat die Liebfrauenkirche den Schutzstatus für den Kriegsfall nach der Haager Konvention erhalten.

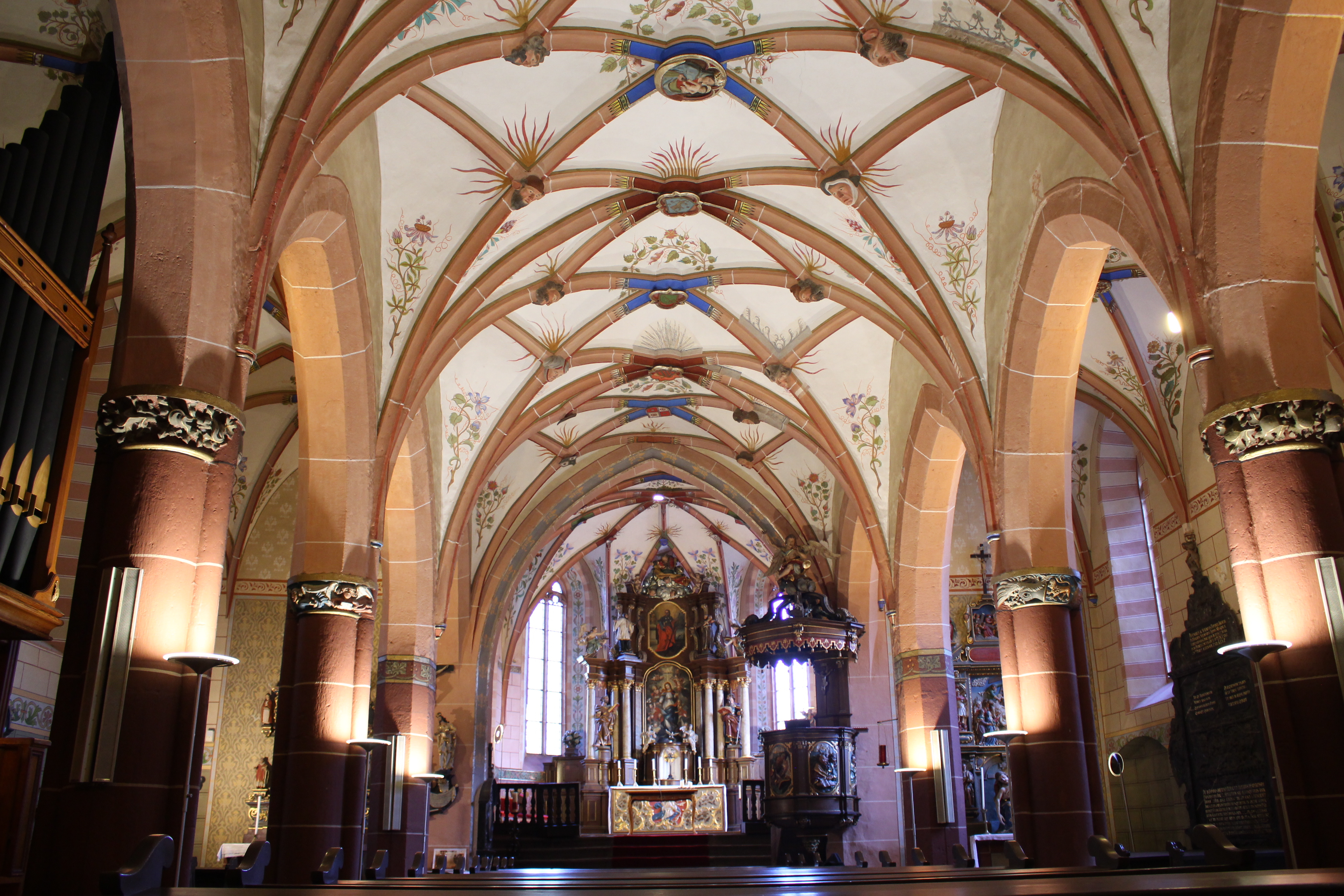
Blick durch das Kirchenschiff zum Altar
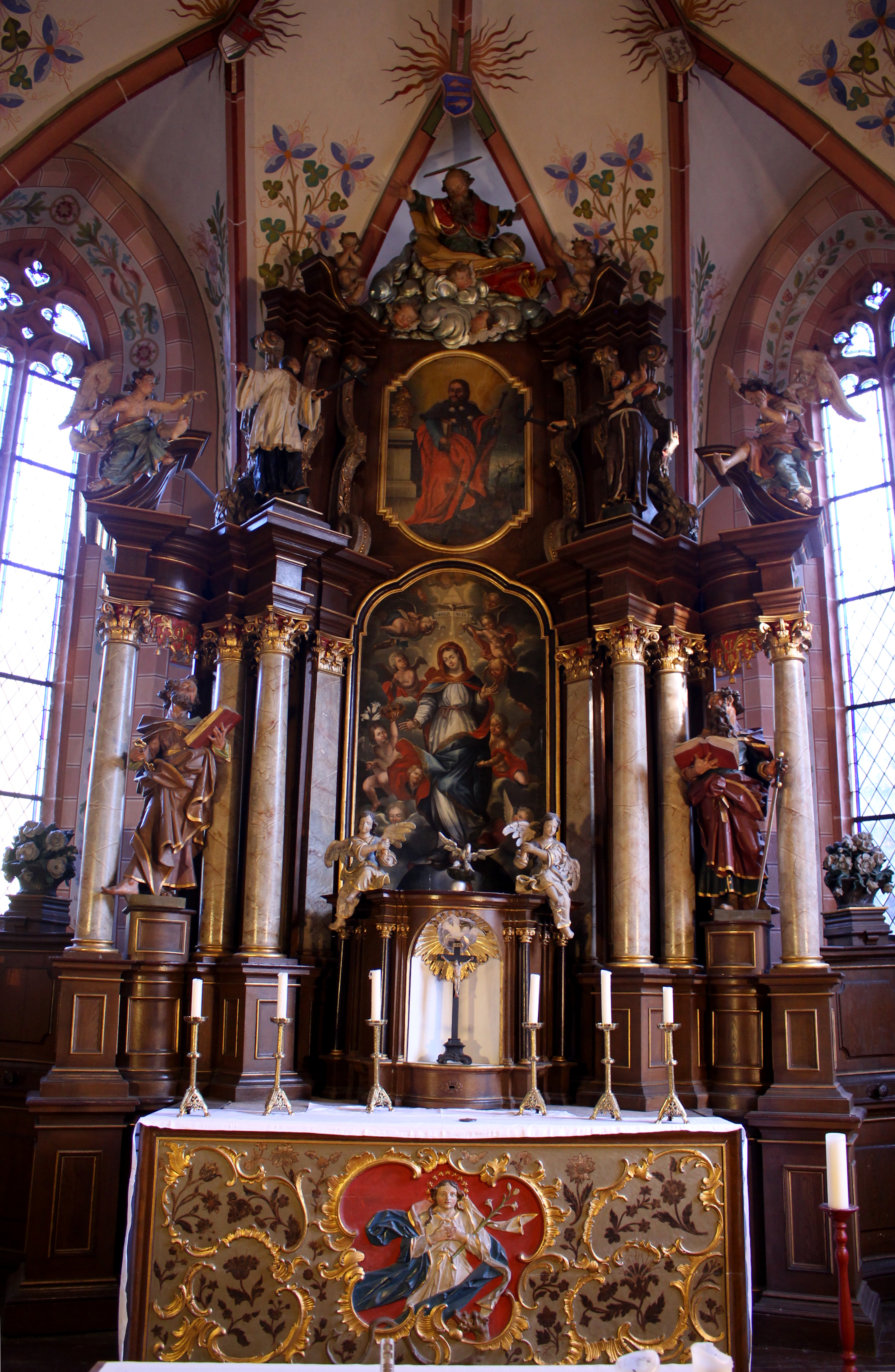
Hochaltar
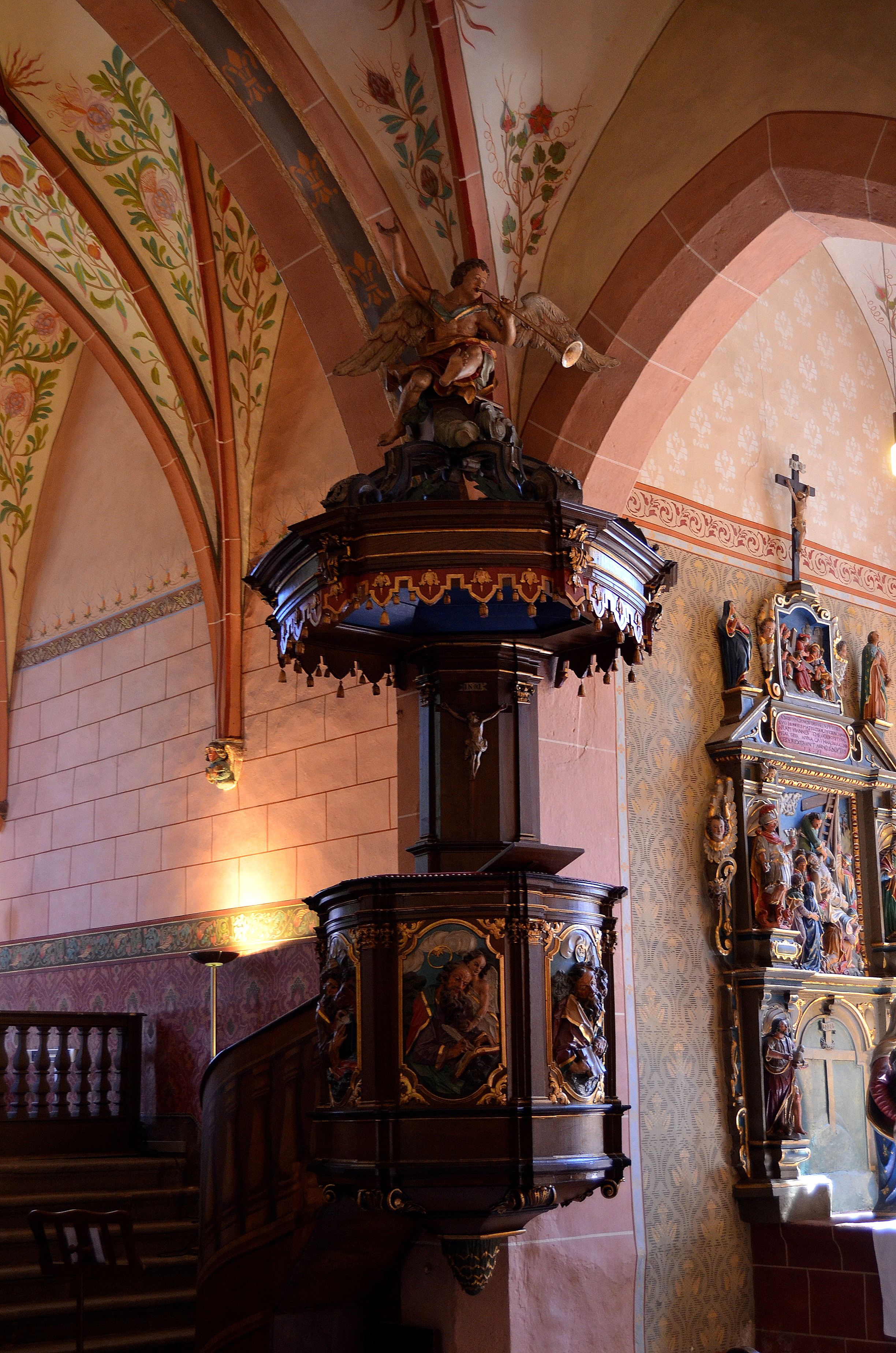
Kanzel
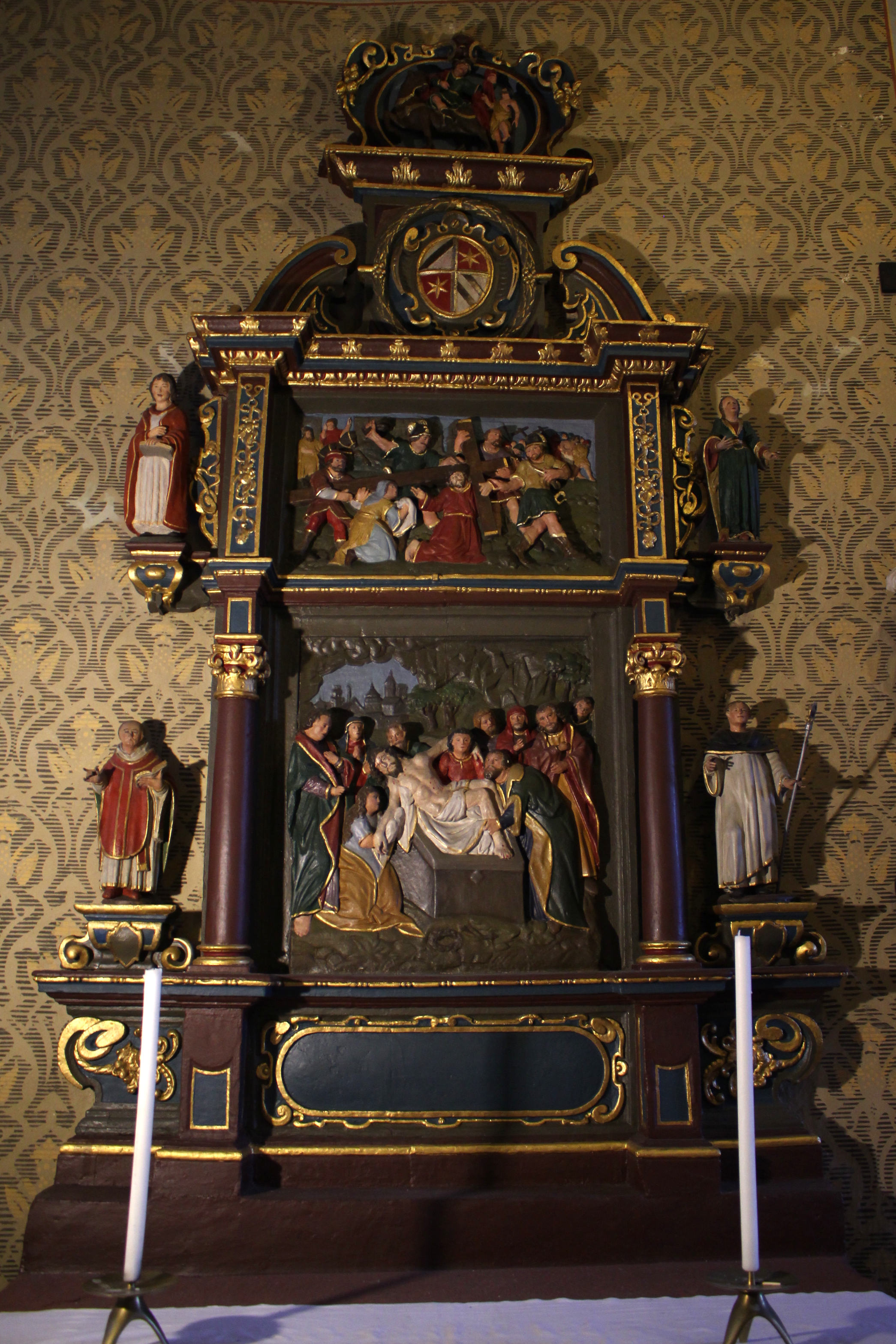
Linker Seitenaltar
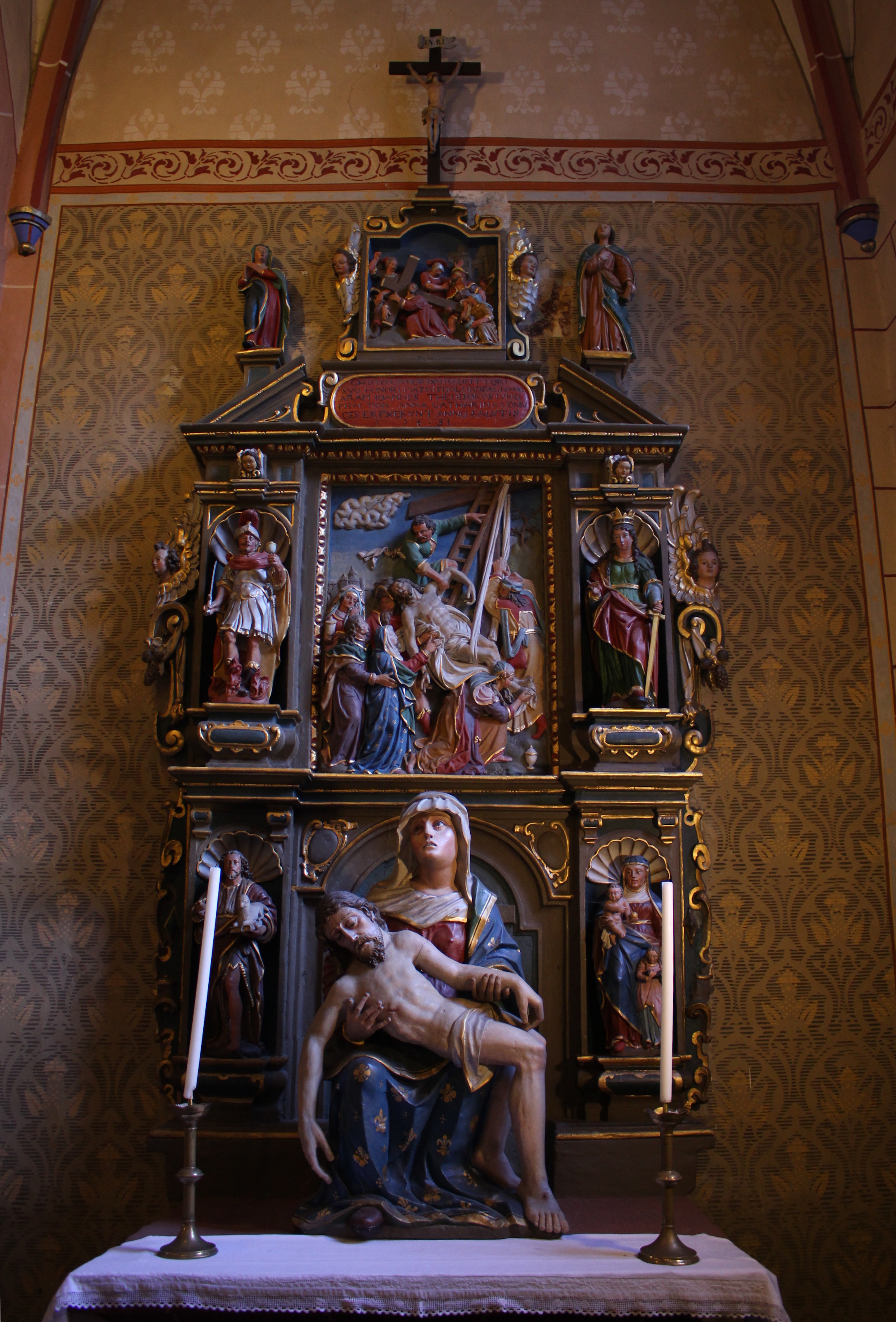
Rechter Seitenaltar
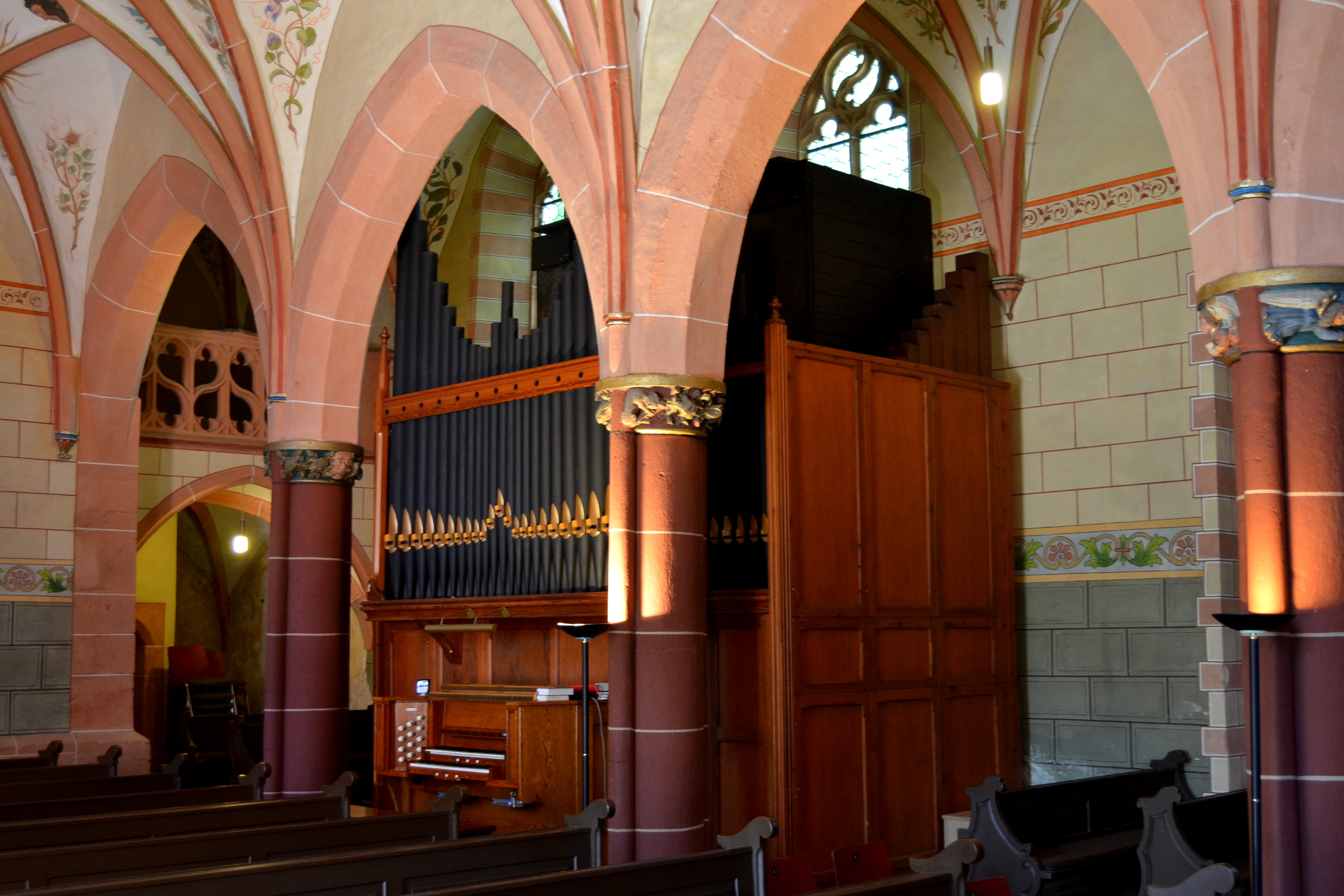
Orgel